# سیارک ۲۰۰۷۳
سیارک ۲۰۰۷۳ (به انگلیسی: 20073 Yumiko، نامگذاری:1994AN2) بیست هزار و هفتاد و سومین سیارک کشف شده‌است که در ۹ ژانویه ۱۹۹۴ کشف شد.
قدر مطلق سیارک برابر ۱۳٫۵ است.